# اتفاقية القضاء على جميع أشكال التمييز ضد المرأة
اتفاقية القضاء على جميع أشكال التمييز ضد المرأة أو سيداو (بالإنجليزية: Convention on the Elimination of All Forms of Discrimination Against Women، واختصاراً: CEDAW) هي معاهدة دولية اعتمدتها الجمعية العامة للأمم المتحدة عام 1979، وتصفها على أنها وثيقة الحقوق الدولية للنساء. صُدّقت المعاهدة في 3 سبتمبر من عام 1981 ووقعت عليها أكثر من 189 دولة من بينهم أكثر من 50 دولة وافقت مع بعض التحفظات والاعتراضات، و38 دولة رفضت تطبيق البند رقم 28 من الاتفاقية، والذي يتعلق بسبل تسوية الخلافات المتعلقة بفهم الاتفاقية. وأوضحت أستراليا في تحفُظها أن هناك بعض القيود بسبب نظامها الدستوري. وقد وقعت كلًا من الولايات المتحدة وبالاو على الاتفاقية ولكن لم يفعلانها. وآخر دولة وقعت على الاتفاقية هي جمهورية السودان. ولم يوقع على الاتفاقية كلًا من الكرسي الرسولي وإيران والصومال وتونغا.

## المعاهدة

### المُلخص
تشبه كثيرًا هذه المعاهدة معاهدة «اتقاقية القضاء على جميع أشكال التمييز العنصري »سواء بالنظر إلى التزامات أي منهم أو طريق تفعيلهما ومتابعتهما. وتتكون كل المعاهدة من 6 أجزاء وتحتوي هذه الأجزاء على 30 مادة.
الجزء الأول، المواد (1 – 6): ويركز هذا الجزء على عدم التمييز، أنواع الجنس المتعارف عليها والإتجار بالجنس.
الجزء الثاني، المواد ( 7 – 9): ويُحدد هذا الجزء حقوق المرأة في المجتمع عمومًا بتركيز على الحياة السياسية، وحقها في أن تُمُثل وحقوقها في الحصول على الجنسية.
الجزء الثالث، المواد (10 – 14): في هذا الجزء وصف لحقوق المرأة الاقتصادية والاجتماعية، وتحديدًا على (التعليم – العمل – الصحة). كذلك في هذا الجزء الثالث حماية للمرأة الريفية، ولحقوقها والمشاكل التي تواجهها بشكل خاص.
الجزء الرابع، المواد (15 – 16): ويحدد هذا الجزء حق المرأة في الحصول على المساواة في الزواج والحياة الأسرية،  كما أنه من حقها الحصول على المساواة أمام القضاء.
الجزء الخامس، المواد (17 – 22): ويتناول هذا الجزء قواعد إنشاء لجنة للقضاء على التمييز ضد المرأة كما يوضح طرق الدول الأطرف لإجراء البلاغات.
الجزء السادس والأخير، المواد (23 – 30): ويتعلق ببعض الإداريات حول الاتفاقية مثل: كيفية تأثير هذه الاتفاقية على الاتفاقيات الأخرى، والتزام الدول بها وطرق متابعة وإدارة تطبيق الاتفاقية.

### المواد ومحتواها
المادة 1: تختص بتعريف التمييز ضد المرأة على النحو التالي:
أي تميز أو إقصاء أو تقييد يتم بناء على الجنس وله تأثير أو غرض على إضعاف وإبطال اعتراف، وممارسة، واستمتاع المرأة بكافة حقوقها الإنسانية وحرياتها السياسية، والاقتصادية، والاجتماعية، والثقافية، والمدنية وكافة الحريات الأخرى، بغض النظر عن حالتها الزوجية ووفقًا لأساس واحد وهو المساواة بين الرجل والمرأة.
المادة 2: تنص هذه المادة على أن كل الدول التي تصدق على هذه المعاهدة يجب عليها إظهار نيتها الحقيقة للمساواة بين الجنسين في دساتيرها المحلية، وأن يتم إلغاء كافة القوانين التي تسمح بالتمييز بناء على الجنس، وأن تسن هذه الدول قوانين بهدف الحماية من أي تمييز يتم ضد المرأة. الدول المُصدقة على الاتفاقية يجب عليها إنشاء محاكم ومنظمات مجتمعية بغرض ضمان حماية فعالة للمرأة ضد أي ممارسات تميزية، ويجب عليها أيضًا أتخاذ خطوات حقيقة تجاه الأفراد، والمؤسسات، والمنظمات التي تمارس التمييز ضد المرأة.
المادة 3: على الدول المشاركة في الاتفاقية أن تضمن ركائز حقوق الإنسان وحرياته الأساسية للمرأة فقط «على أساس المساواة بين الرجل والمرأة» في كافة الأصعدة السياسية، والاجتماعية، والاقتصادية وأيضًا الثقافية.
المادة 4: في هذه المادة « تبني معايير خاصة من أجل التعجيل في الوصول إلى المساواة الفعلية الحقيقة بين الرجل والمرأة لايمكن أن يعتبر تمييزًا» وأيضًا حماية حقوق الأمومة لاتُعد تميزًا بناء على اختلاف الجنس.
المادة 5: يجب على جميع الدول المشاركة في الاتفاقية اتخاذ الإجراءات اللازمة لمحاربة أي تحزبات أو تحيزات قائمة نتيجة تلك الأفكار بدونية أو تفوق أحد الأجناس على الأخر، أو نتيجة الأفكار النمطية عن أن لكل جنس دور معين يقوم به دون الجنس الأخر. ويجب أيضًا على الدول الأطراف في الاتفاقية «أن يضمنوا.. الاعتراف بالمسئولية المتبادلة بين الرجل والمرأة في تربية وتنشئة أطفالهم».
المادة 6: تتضمن هذه المادة إجبار كافة الدول المشاركة في الاتفاقية «أن تتخذ كافة الإجراءات اللازمة – متضمنًا تشريع القوانين – للحد من جميع أشكال الإتجار بالمرأة واستغلال المرأة في البغاء القسري».
المادة 7: تحتوي هذه المادة ضمان حقوق المرأة للمشاركة في الحياة السياسية والحياة العامة بطريقة سوية، مع التركيز علي المساواة في حقها في التصويت، والمشاركة في التشكيل الحكومي، وحقها في المشاركة في «كافة المنظمات والاتحادات المهتمة بالشأن العام والحياة السياسية للبلاد».
المادة 8: بموجب هذه المادة فإن الدول المشاركة في هذه الاتفاقية تضمن للمرأة المساواة في «الفرص لتمثيل حكوماتهم في المحافل الدولية وأيضًا تضمن لهم المشاركة في أعمال المنظمات الدولية».
المادة 9: تنص هذه المادة علي أن الدول الأطراف يجب أن «تضمن أن تتساوى المرأة مع الرجل في حقها في اكتساب، أو تغيير، أو الإبقاء على جنسيتها»، كذلك التساوي بينهم في الحقوق «تبعًا لجنسية ابنائهم».
المادة 10: من متطلبات المشاركة في هذه الاتفاقية توفير فرص تعليم متساوية بين الطالبات والطلبة وأيضًا التشجيع على التعليم المشترك –مدارس للفتيات والفتيان معًا وليس لكلًا منهما مدارس مستقلة بذاتها-. كما تتضمن توفير فرص متساوية بين الجنسين للألعاب الرياضية، والمنح، والمكافأت وأيضًا يطلب العمل على «خفض معدلات الأنقطاع عن الدراسة لدى الفتيات».
المادة 11: تُحدد هذه المادة حقوق العمل الخاصة بالمرأة على إنها «حقوق طبيعية –غير قابلة للتصرف- لكل الجنس البشري»، ولتحقيق هذا هنالك بعض المتطلبات مثل: الحصول على نفس المقابل لنفس العمل، والحصول على بعض الضمانات الاجتماعية، كذلك الحق في الحصول على إجازات مدفوعة الأجر وإجازات للأمومة –مثل الوضع- «كل هذا بأجر أو مزايا اجتماعية متماثلة دون فقدان الأقدمية، أو العلاوت الاجتماعية» وأي فصل يتم بناء على أساس الأمومة، أو الحمل، أو الحالة من الزواج يجب أن تُحظر بعقوبات.
المادة 12: تُلزم هذه المادة كافة الدول الأطراف ب «اتخاذ كافة الإجراءات اللازمة لتجنب أي نوع من أنواع التمميز ضد المرأة في مجال الرعاية الصحية؛ لتضمن بذلك حصولها علي نفس الرعاية الصحية، متضمنًا بذلك خدمات تنظيم الأسرة».
المادة 13: تضمن هذه المادة المساواة للمرأة في «الحياة الاقتصادية والاجتماعية» وخصوصًا فيما يتعلق «بالحق في الحصول الاستحقاقات الأسرية، والحق في الحصول على القروض المصرفية، والرهون العقارية وغير ذلك من أشكال الائتمان المالي، وأيضًا حقها في المشاركة في جميع الأنشطة الترفيهية، والرياضات المختلفة، كذلك كافة الأنشطة الثقافية».
المادة 14: هذه المادة توفر الحماية اللازمة للمرأة الريفية ولمشاكلها، وتؤكد على حقها في المشاركة في مشروعات التنمية، «وتوفر لها التسهيلات اللازمة للحصول على رعاية صحية جيدة»، «وأن من حقها المشاركة في كافة الأنشطة المجتمعية»، «ولها الحق أيضًا في الحصول على قروض الائتمان الزراعي»، وكذلك «حقها في التمتع بظروف ملائمة للحياة».
المادة 15: تنص هذه المادة على أن جميع الدول الأطراف في الاتفاقية يجب أن يلتزموا ب «مساواة المرأة مع الرجل أمام القانون»، بما في ذلك «أهلية قانونية مماثلة لأهلية الرجل». كما تنص على «حصول المرأة علي نفس حقوق الرجل فيما يتعلف بالقانون الخاص بالتحركات الشخصية، وكذلك حريتها في اختيار محل إقامتها ومكان سكنها».
المادة 16: تهتم هذه المادة ب« جميع أنواع التمييز ضد المرأة في جميع الأمور المختصة بالزواج وتكوين أسرة». فتكفل هذه المادة لكلًا من الزوج والزوجة «نفس الحق في الزواج، واختيار شريك الحياة بحرية»، «وتكفل لهم نفس الحقوق والواجبات أثناء الزواج أيضًا إذ قررا الانفصال»، «ولهم نفس الحقوق والواجبات في كونهم والدي الأطفال»، «نفس الحق في حرية اختيار عدد الأطفال والمدة بين إنجابهم إذا قررا إنجاب أكثر من طفل»، «نفس الحقوق والواجبات كزوج وزوجة متساويين في اختيار اسم للأسرة، وتحديد المهنة»، «نفس الحقوق لكلا الزوجين في التعامل مع ممتلكات الأسرة من حيث الحق في امتلاك، حيازة، إدارة، التحكم، التمتع وحرية التصرف في هذه الممتلكات، سواء إن كان هذا التصرف مجاني أو بمقابل ما».
المواد (17 – 24): في هذه المواد وصف تفصيلي عن الطريقة والخطوات اللازمة لتكوين اللجنة المعنية بالقضاء على التمييز ضد المرأة، مثل الهيكل التنظيمي لهذه اللجنة، والقواعد والطرق المستخدمة من قبل هذه اللجنة وبين التشريعات الدولية والمحلية والخطوات المنهجية في التعامل بينهما، وتُلزم هذه المواد أيضًا  الدول المشاركة باتخاذ جميع الخطوات اللازمة لتنفيذ الاتفاقية بشكل كامل.
المواد (25 – 30): «إدارة الاتفاقية»
تصف هذه المواد الخطوات العامة في إدارة هذه الاتفاقية وطرق إدخالها لحيز التنفيذ والتصديق على هذه الاتفاقية وتنفيذها على أرض الدول المعنية.

كما أنه اؤسس جدول أعمال للاتفاقية للعمل من أجل وضع حد للتمييز على أساس الجنس. كما أن الدول المصدقة على الاتفاقية مطالبة بتكريس مفهوم المساواة بين الجنسين في تشريعاتها المحلية، وإلغاء جميع الأحكام التمييزية في قوانينها، والقيام بسن أحكام جديدة للحماية من أشكال التمييز ضد المرأة. وكذلك عليها إنشاء محاكم ومؤسسات عامة لضمان حصول المرأة على حماية فعالة من التمييز، واتخاذ خطوات للقضاء على جميع أشكال التمييز الممارس ضد المرأة من قبل الأفراد، المنظمات والمؤسسات.
وتقوم هذه الاتفاقية بتعريف التمييز ضد المرأة من خلال التفرقة أو الاستبعاد، وتعنى المواد التي تحتويها تلك الاتفاقية وهي 30 مادة وتتضمن الاتى :
منع التمييز ضد المرأة من خلال كفالة مبدأ المساواة بين الرجل والمرأة والمساواة في التشريع والحماية القانونية للحقوق، والامتناع عن ممارسة التمييز ضد المرأة، والغاء العقوبات ضد المرأة، وإتخاذ التدابير للمساواة وحماية الامومة، التدابير التي تكفل القضاء على التحيزات، وضمانة المشاركة في الحياه السياسية بما يكفل الاتى (الترشح والانتخاب وصياغة السياسة العامة ومنظمات المجتمع المدنى) ،
والحق لها في منح الجنسية أو التنازل عنها أو منح الزوج نفس جنسيتها وأبنائها، ووالقضاء على التمييز ضد المرأة في التعليم والوظيفة، وضمان الحرية في العمل والضمان الاجتماعى وكذلك أيضا ضمان الاجازات في حالة الحمل والوضع وغيرها من الاجازات، وكذلك ضمان الرعاية الصحية والمساواة أمام القانون وحرية الزواج ومع كفالة هذا المبدأ للمساواة بين الرجل والمرأة وحريتها في فسخه وغيرها من الحقوق التي تتزامن مع نفس حقوق الرجل .

## الاتفاقية وعلاقتها بقراري مجلس الأمن رقم 1325و1820
الذكرى العاشرة لقرار مجلس الأمن رقم 1325 تبرز تفعيل استخدام آليات «اتفاقية القضاء على جميع أشكال العنف ضد المرأة».
في العاشر من أكتوبر عام2010 وخلال الذكرى السنوية لقرار مجلس الأمن رقم  1325 برز الاهتمام الواضح تجاه أخذ الخطوات الفعلية في تطبيق قرار مجلس الأمن هذا في كل ما يتعلق بالمرأة، والسلام والأمن . وبما أن المرأة لم تزل ممثلة تمثيلًا ضئيلًا، إن لم تكن غير ممثلة أصلًا، في معظم المناقشات الرسمية للسلام، وبما أن العنف الجنسي يتزايد بمعدل ملحوظ في السلم والحرب على السواء، فقد أعرب الكثيرون عن قلقهم أن فقط 22 دولة من 192 قد بدأت فعليًا في تنفيذ بعض الاجراءات الحقيقة.
وأوضحت هذه الحقائق الضرورة الفعلية لاستخدام آليات تشريع خارجية لتعزيز تفعيل قرار مجلس الأمن رقم 1325 –خصوصًا فيما يتعلق بتنفيذ اتفاقية القضاء على جميع أشكال العنف ضد المرأة-، والتي بدروها –اتفاقية العنف ضد المرأة- لديها آليات حقيقة وفعالة للتنفيذ حيث تضمن مسائلة حقيقة وفعالة للدول المشاركة عن طريق التقارير المرسلة من هذه الدول وتقرير أخرى غير رسمية من منظمات المجتمع المدني.
وتم مناقشات هذه المعضلة في العديد من التجمعات المحلية والعالمية، والتي كان من ضمنها المؤتمر رفيع المستوى الذي نظمه المركز الأفريقي لحل المنازعات بطريقة بنائة والذي كان بعنوان «1325 في 2020 : تطلع للأمام...نظرة للخلف»، وأيضًا مؤتمر استوكهولم الدولي «10 أعوام مع القرار 1325- ماذا الآن؟» وانعقد هذا المؤتمر لاستخدام اتفاقية العنف ضد المرأة في تحسين تطبيق القرار 1325.
التداخل بين قرار مجلس الأمن رقم 1325، واتفاقية القضاء على جميع أشكال العنف ضد المرأة.
بينما يعد كلًا من «اتفاقية القضاء على جميع أشكال العنف ضد المرأة» وقرارات مجلس الأمن للأمم المتحدة رقم 1325 ورقم 1820 تظل أدوات دولية في حد ذاتها في غاية الأهمية، إلا أن هناك تداخل واضح جدًا لأهدافهم ومعايير تطبيقهم مما قد يساعد على زيادة تأثيرهم وحتى على تنفيذهم.
تتداخل الثلاث معايير بطريقة تكاملية فيما بينهم حيث نجد أن قرارات مجلس الأمن رقم 1325 و 1820 تعمل على توسيع حيز تطبيق الاتفاقية عن طريقة موائمتها لكل الأطراف المتنازعة، بينما توفر الاتفاقية العقود الاستراتيجية اللازمة لاتخاذ الإجراءات التطبيقية لتنفيذ هذه القرارات ضمن إطار التزام الدول الأطراف على الاتفاقية.
فنجد أن دور كل من الاتفاقية والقرارين كالتالي..
اتفاقية القضاء على جميع أشكال اتمييز ضد المرأة: تعد معاهدة دولية لحقوق الأنسان والتي يجب إدراجها في التشريعات المحلية على أنها أكثر المعيار الأكثر تحديدًا بالنسبة لحقوق المرأة.  إن تلك الاتفاقية تلزم كل الدول الأعضاء في مجلس الأمم المتحدة والتي وقعت عليها -185 دولة حتى تاريخنا هذا- باتخاذ الإجراءات اللازمة للاعتراف بحقوق المرأة وتنفيذها تنفيذًا كاملًا.
قرار مجلس الأمن رقم 1325: يُعد هذا القرار قرارًا دوليًا اتُخذ بالإجماع والذي بدوره أوصى الدول الأعضاء بمجلس الأمن بإشراك المرأة في جميع مجالات العمل علي قضايا السلام متضمنًا أيضًا التأكيد على مشاركة المرأة في كافة الخطوات وعلى جميع مستويات النقاش أو اتخاذ القرارات فيما يتعلق بقضايا السلم والأمن.
قرار مجلس الأمن رقم 1820: يتضمن هذا القرار اعتبار أن العنف الجنسي أحد الأساليب المتبعة في أوقات الحروب مع الحفاظ علي السلم والأمن. ويطالب القرار الأمين العام للأمم المتحدة بإجراء تقرير مفصل عن الأساليب والخطط المتبعة لتحسين تدفق المعلومات إلى مجلس الأمن، والطرق المتبعة فعليًا للحماية من العنف الجنسي ووضع نهاية حازمة له.
القراران والاتفاقية يتفقان في بعض النقاط فيما يتعلق بحقوق الإنسان للمرأة والمساواة بين الجنسين:
1: جميعهم يطالبوا بمشاركة المرأة في صنع القرار في كافة مراحله.
2: رفض العنف ضد المرأة بجميع أشكاله؛ لأنه يعيق تقدم المرأة، ويعمل على إبقائها في حالة من الخضوع.
3: المساواة بين الرجل والمرأة يجب أن تتم تحت إطار القانون، وحماية النساء والفتيات يجب أن يدار بسلطة القانون.
4: يطالبوا بأن الحماية للفتيات والنساء من العنف الموجه جنسيًا يجب أن يُواجه بالقوات والأنظمة الأمنية.
5: يجب أيضًا الاعتراف بهذا أن الخبرات التميزية  والأعباء التي تتحملها الفتيات والنساء تأتي نتيجة لعنصرية ممنهجة ضدهن.
6: يأكدوا على أن خبرات، واحتياجات ووجهات نظر النساء بشكل عام يجب أن يتم اعتبارها في القرارات السياسية، والقانونية والاجتماعية مما يضمن تحقيق سلام عادل ودائم.
وكتلخيص عام لهذه النقطة نجد أن الاتفاقية تؤيد القرارين 1325 و 1820 وتساعد على إدخالهم إلى حيز التنفيذ على المستوى المحلي سواء مجتمعي أو دستوري، وكذلك يفعل القراراين تجاه الاتفاقية من حيث تعزيز إدخالها وتنفيذها في المناطق المتنازعة من حيث تعزيز تفعيلها. فنجد أن هذه الأدوات الدولية الثلاث تعمل على تعزيز وتفعيل بعضها البعض بطريقة فعالة للغاية مما يساعد على تفعيل حقوق الإنسان ناحية المرأة وهو الأمر المنشود في النهاية.

## الأعضاء والتصديق على الاتفاقية
كدول أعضاء في مجلس الأمم المتحدة فيوجد ستة دول لم توقع أو حتى تنضم لهذه الاتفاقية وهم إيران، وبالاو، والصومال والسودان وتونغا والولايات المتحدة. تعتبر مدينة الفاتيكان – الكرسي الرسولي- هي الدولة الوحيدة التي لو توقع على الاتفاقية وفي نفس الوقت ليست عضو في مجلس الأمم المتحدة.
كما صدقت جمهورية الصين (تايوان) في عام 2007 على المعاهدة في تشريعاتها، ولكنها غير معترف بها من قبل الأمم المتحدة وهي طرف في المعاهدة ولكن بشكل غير رسمي.
وكانت آخر الدول انضمامًا إلى الاتفاقية هي جنوب السودان في 30 أبريل 2015.

## التحفظات على الاتفاقية
هناك الكثير من التحفظات على العديد من مواد هذه الاتفاقية منذ صدورها، وهناك أيضًا العديد من التحفظات التي ليس لديها تحديد لأحد أجزاء الاتفاقية بالتحديد ولكنه اعتراض على الاتفاقية بشكل عام على جميع الأصعدة التي تهدف الاتفاقية إلي العمل عليها ومثل هذه التحفظات من الدول سببها الواضح أن هذه الاتفاقية تُخل بأحد مبادئ قيام هذه الدول، فعلى سبيل المثال نجد أن موريتانيا توافق لديها تحفظ واضح تجاه كل الاتفاقية موضحة موفقها كالتالي «أنها توافق على كل مبادئ الاتفاقية التي لا تتعارض مع مبادئ الشريعة الإسلامية»، ولذلك العديد من هذه التحفظات وخصوصًا الصادرة من قبل الدول الإسلامية لا تزال محل الكثير من الجدل.
المادة 28 من الاتفاقية توضح التالي أن «أي تحفظ على الاتفاقية لا يتوافق مع موضوع الاتفاقية في شكلها الحالي أو الغرض منها لن يُسمح به»، ونتيجة لذلك فإن العديد من الدول سجلت اعتراضها على مثل هذه التحفظات، وكمثال واضح ومحدد لمثل هذه الحالة نجد أن دول شمال أوروبا قد أبدت قلقها أن بعض هذه التحفظات قد يؤدي إلى «إضعاف سلامة النص»، وقد تم التنازل وسحب العديد من هذه التحفظات مع مرور الوقت.
وفي مايو من عام 2015، وصل عدد الدول التي أبدت تحفظات على أجزاء من الاتفاقية إلى 62 دولة من الدول الأطراف. وقد سجلت 24 دولة اعتراضها على واحد من هذه التحفظات على الأقل. وكانت أكثر هذه التحفظات جاءت على المادة 29، حيث تم تسجيل 39 تحفظا عليها، علما أن المادة 29 تتعلق بحل المنازعات الدولية حول تفسير الاتفاقية نفسها، ولكن مثل هذه العدد من التحفظات على مادة واحدة فقط لم يثير الكثير من الجدل لأن البند الثاني من المادة نفسها يسمح بالتحفظ على هذه المادة. وحصلت المادة 16-تهتم هذه المادة بالمساواة بين الرجل والمرأة في الحياة الزوجية - على 23 تحفظ. وبالرغم من أن التحفظ على المادة رقم 2 والتي تتعلق بعدم التمييز ضد المرأة بشكل عام قد منعتها اللجنة المعنية في التوصية رقم 28 من التوصيات العامة الخاصة بالاتفاقية إلا أن هنالك 17 تحفظ ضدها.

## اللجنة المعنية بالقضاء على التمييز ضد المرأة
اللجنة المعنية بالقضاء على التمييز ضد المرأة هي هيئة الأمم المتحدة المنشأة بموجب معاهدات التي تشرف على اتفاقية القضاء على جميع أشكال التمييز ضد المرأة. وتم تحديد قواعد تكوين هذه اللجنة طبقا للمادة 17 من الاتفاقية، والتي تحدد أيضًا قواعد، وهدف وطرق إدارة وتنظيم هذه اللجنة. وعلى مر السنين من عمل هذه اللجنة تم عقد العديد من الاجتماعات للتأكيد على أن اللجنة تسير طبقًا للقواعد التي تم إقرارها في الاتفاقية، وبمرور الوقت في ممارسة اللجنة لعملها تم تطوير آليات العمل هذه نتيجة زيادة الاهتمام بقضايا حقوق المرأة.

### التقارير
في المادة رقم 18 من اتفاقية «القضاء على جميع أشكال التمييز ضد المرأة» نجد إلزام لجميع الدول الأطراف لكي يرسلوا تقارير دورية إلى اللجنة المعنية بمدى تطور الأوضاع في بلادهم من ناحية تطبيق الأتفاقية. ونجد بذلك أن معظم المعلومات التي تعمل وفقًا لها هذه اللجنة تأخذها من هذه التقارير، ولهذا تعمل اللجنة على تطوير الخطوات والإرشادات الواجب إتباعها لتساعد الدول الأطراف على إعداد تقارير دقيقة ومفيدة. وتنقسم التقارير التي تعدها الدول إلى ثلاثة أنواع أساسية وهم(التقارير المبدئية- تقارير دورية –تقارير استثنائية). وتفصيلهم كالتالي؛ التقارير المبدئية: يجب أن تقوم الدول بإعداد هذه التقارير خلال عام واحد فقط من وقت تصديقها علي الاتفاقية على ألا تزيد هذه التقارير عن المائة صفحة، وهذه التقارير تناقش وتوضح وتعطي صورة واضحة وحقيقية ودقيقة قدر المستطاع عن جميع أشكال التمييز الحاصلة في هذه البلد طبقًا لمواد الاتفاقية. التقارير الدورية: يجب أن لاتزيد هذه التقارير عن 75 صفحة على أن تكون دقيقة ومختصرة قدر الإمكان فهي ملتزمة بتوضيح التطور الحاصل في هذه البلد تجاه الالتزام بمواد المعاهدة فقط للمدة المصرمة منذ إرسال آخر تقرير، وتلتزم الدول الأطراف بإرسال هذه التقارير إلي اللجنة المعنية خلال المدة التي تحددها هي على ألا تزيد هذه المدة عن أربعة سنوات وقد تحتاج اللجنة قبل انقضاء هذه المدة إلى تقارير محددة وفي هذه الحالة تسمى تقارير استثنائية، ويمكن تعريف التقارير الأستثنائية على إنها التقارير التي تطلبها اللجنة المعنية من أحد الدول الأطراف عن تطور موقف معين له صلة بالتمييز ضد المرأة قبل أن يحين موعد إرسال هذه البلد للتقارير الدورية.
تجتمع اللجنة المعنية بمالنظر في التقارير بشكل دوري، تدعو اللجنة في كل مرة انعقاد ثماني دول فقط ليقدموا تقاريرهم ويتطلب هذا التقديم حضور ممثل عن البلد صاحبة التقرير، ويتم اختيار هذه التقارير وفقًا للمدة لتاريخ إرسالها بواسطة البلد، وأيضًا ما غذا كان هذا التقرير دوري أم مبدئي –مع إعطاء أولاوية للتقارير المبدئية-، وأخيرًا المنطقة التي تقع فيها البلد صاحب التقرير إيضًا تساعد في إعطائه أولاوية في النظر إليه. ونتيجة لأن هناك الكثير من التقارير المعلقة والتي تأخر النظر فيها قد اتخذت اللجنة بعض الإجراءات للتسريع من عملية النظر في كل هذه التقارير عن طريق عدة خطوات منها أن تركز البلد علي أن تكون التقارير مركزة وهادفة في محتواها وتقدر اللجنة جدًا احترام الدول الأطراف أثناء تقديم تقاريرها لإدارة الوقت المتاح لها، وأيضًا طالبت اللجنة الدول التي لديها أكثر من تقرير لم يتم النظر فيهم بأن يضموا هذه التقارير إن أمكن في وثيقة واحدة ليتم مناقشتها على مرة واحدة، وأخيرًا تعمل اللجنة على تذكير الدول التي لم تقدم تقريرًا لأكثر من خمس سنوات. وتطالب الاتفاقية اللجنة بأن تُعد تقرير سنوي يتضمن تفصيلًا كل أنشطة اللجنة خلال العام المنصرم، ويتضمن أيضًا أي تعليقات خاصة بتقارير البلاد التي قدمت خلال هذا العام، ويضم أي معلومات تتعلق ببروتوكلات الاتفاقية، وأخيرًا يتضمن هذا التقرير أي اقتراحات أو توصيات تراها اللجنة من خلال رؤيتها للوضع العام لتطبيق الاتفاقية. ويقدم هذا التقرير إلى الجمعية العامة للأمم المتحدة عن طريق المجلس الاقتصادي والاجتماعي. وتقدم جميع التقارير وجداول الأعمال وغيرها من الوثائق الرسمية المتعلقة باللجنة، بما في ذلك التقارير المقدمة من الدول الأطراف، إلى الجمهور ما لم تقرر اللجنة خلاف ذلك .

### التوصيات العامة للجنة
تصدر اللجنة كل عام تقريرها السنوي الذي يُقدم إلى المجلس العام للأمم المتحدة كذلك تقدم اللجنة النصائح إلى الدول التي قدمت تقاريرها وبجانب هاتين المهمتين الأساسيتين لدى اللجنة أيضًا القدرة على تقديم توصياتها العامة والتي توضح نظرتها للالتزمات المفروضة بموجب مواد الاتفاقية حول أي تعديلات تراها مناسبة ومفيدة لإنفاذ مواد الاتفاقية بشكل فعال. وقد قامت اللجنة بتقديم حوالي 32 توصية عامة حتى عام 2014، وكان آخر هذه التوصيات حول القضايا المتعلقة بحالة اللاجئين وارتباط هذا بجنسهم، واللجوء بشكل عام والجنسية ،وأخيرًا انعدام الجنسية تجاه المرأة. ونجد أن محتوى التوصيات العامة قد تطور مع مرور الوقت منذ إصدار الاتفاقية؛ فنجد أن التوصيات في العقد الأول للاتفاقية كانت بشكل رئيسي تهتم بتقارير الدول الأعضاء وكذلك تحفظات هذه الدول على مواد الاتفاقية وكانت كذلك التوصيات في هذه الفترة قصيرة ومركزة جدًا، ولكن منذ العام 1991 بدأت تهتم هذه التوصيات على إرشاد الدول الأطراف لتطبيق الاتفاقية بشكل سليم في بعض المواقف المحددة والخاصة. وللتوصيات العامة هذه شكل تكويني محدد يتم إتباعه في كل مرة تقوم فيها اللجنة المعنية بالأمر بإصدار أحد هذه التوصيات وهو كالتالي..  تبدء التوصية عن طريقة محاورة اللجنة للمنظمات الغير حكومية ولجان الأمم المتحدة المختلفة حول موضوع التوصية، ثم يتم تسجيل التوصية عن طريق أحد أعضاء اللجنة ليتم مناقشتها ومراجعتها في أقرب جلسة انعقاد للجنة، وأخيرًا يتم التصديق على هذه التوصية في الجلسة التالية لها.
ويمكننا معًا أن نلقي نظرة علي هذه التوصيات...
التوصية العامة رقم 1: (1986) تناقش «المبادئ التي يجب إتباعها في كل ما يخص التقارير وإرسالها».
التوصية العامة رقم 2: (1987) تناقش «المبادئ التي يجب إتباعها في كل ما يخص التقارير وإرسالها».
التوصية العامة رقم 3: (1987) تناقش «التعليم وبرامج التوعية».
التوصية العامة رقم 4: (1987) تناقش «التحفظات على الاتفاقية».
التوصية العامة رقم 5: (1988) تناقش «المعايير المؤقتة لقياس حجم بعض القضايا الاجتماعية».
التوصية العامة رقم 6: (1988) تناقش «فعالية وشعبية آليات الحكومات».
التوصية العامة رقم 7: (1988) تناقش «المصادر».
التوصية العامة رقم 8: (1988) تناقش «مادة 8 من الاتفاقية».
التوصية العامة رقم 9: (1989) تناقش «المعلومات الإحصائية».
التوصية العامة رقم 10: (1988) تناقش «الذكرى العاشرة لتوقيع الاتفاقية-أي اتفاقية القضاء على جميع أشكال التمييز ضد المرأة-».
التوصية العامة رقم 11: (1989) تناقش «الخدمات التقنية المساعدة في عمليات إجراء التقارير».
التوصية العامة رقم 12: (1989) تناقش «العنف ضد المرأة».
التوصية العامة رقم 13: (1989) تناقش «مساواة الأجور مقابل أداء نفس الكم من العمل ».
التوصية العامة رقم 14: (1990) تناقش «قضية ختان الإناث».
التوصية العامة رقم 15: (1990) تناقش «مرض (الأيدز –AIDS) وعلاقته مع النساء ».
التوصية العامة رقم 16: (1991) تناقش «النساء العاملات بدون أجور سواء في الأرياف أو حتي الشركات الأسرية في المدن».
التوصية العامة رقم 17: (1991) تناقش «قياس وتحسين الأنشطة المنزلية التي تقوم بها المرأة وإدراجها في الناتج القومي».
التوصية العامة رقم 18: (1991) تناقش «مشاكل النساء ذو الإعاقة ».
التوصية العامة رقم 19: (1992) تناقش «قضية العنف ضد المرأة ». وبالتحديد تنص هذه التوصية على التالي« أن تعريف التمييز يضم العنف المبني علي نوع الجنس، والذي هو عنف موجه للمرأة لإنها فقط «امرأة»، أو لأنه يؤثر عليها بشكل غير مناسب لطبيعتها».
التوصية العامة رقم 20: (1992) تناقش «التحفظات على الاتفاقية ».
التوصية العامة رقم 21: (1994) تناقش «المساواة في الزواج والعلاقة الأسرية ».
التوصية العامة رقم 22: (1995) تناقش «المادة رقم 20 من الاتفاقية ».
التوصية العامة رقم 23: (1997) تناقش «دور المرأة في مجالات الحياة العامة والسياسية ».
التوصية العامة رقم 24: (1999) تناقش «قضايا المرأة والصحة ».
التوصية العامة رقم 25: (2004) تناقش « المعايير المؤقتة لقياس حجم بعض القضايا الاجتماعية ».
التوصية العامة رقم 26: (2008) تناقش « العاملات المهاجرات ».
التوصية العامة رقم 27: (2010) تناقش « قضايا السيدات كبار السن وحماية حقوق الإنسان الخاصة بهم ».
التوصية العامة رقم 28: (2010) تناقش «الالتزمات الأساسية للدول الأطراف نحو الاتفاقية فيما تحدده المادة رقم 2 من نفس الاتفاقية ». وهنا كان من الواجب على اللجنة أن تُعلم الدول الأطراف بأن التحفظات علي المادة رقم 2 غير مسموح بها حيث أنها تتنافى مع موضوع وهدف الاتفاقية وهذا ما تقره المادة رقم 28 من نفس الاتفاقية؛ ولذلك قد شجعت اللجنة الدول المتحفظة على هذه المادة-المادة رقم2 - بسحب تحفظاتهم في أقرب فرصة.
التوصية العامة رقم 29: (2013) تناقش « تنظيم الأمور الاقتصادية فيما بين الطرفين أثناء الزواج وإقامة العلاقة الأسرية أو إذ ما قرر الطرفين الانفصال ».
التوصية العامة رقم 30: (2013) تناقش « دور المرأة في منع حدوث الصراعات ووقت الصراعات وأخيرًا دورها في مرحلة ما بعد انتهاء الصراعات ». ولكي تكون اللجنة أكثر تحديدًا في هذه النقض فقد ألزمت الدول الأطراف بالتمسك بحقوق المرأة قبل وأثناء وبعد انتهاء هذه النزاعات وخصوصًا إن كانت المرأة مدرجة في هذه الصراعات تحت أي مسمى سواء كانت مشاركة في القتال أو قوات حفظ السلام أو كانت تشارك في عمليات منح المساعدات لمنع هذه النزاعات من الحدوث أصلًا أو حتى كانت مشاركة في تقديم المساعدات الإنسانية وأخيرًا إن كانت مشاركة في إعادة التعمير في فترة ما بعد انتهاء هذه النزاعات. وأيضًا قد ألزمت اللجنة الدول الأطراف بأن  يقوموا بضمان القيام بعمليات مسائلة حقيقة وفعالة تجاه الجهات الغير حكومية وقوات الأمن الخاصة إذ ما صدر منها أي تعدي على حقوق المرأة.
التوصية العامة رقم 31: (2014) تناقش « الأفعال المؤذية التي يتم ممارستها ». وفي هذه التوصية ولأول مرة قامت اللجنة بمشاركات توصياتها مع اللجنة المختصة بحقوق الطفل ليناقشوا هذه القضية. ولأول مرة أيضًا شاركت اللجنة الخاصة بالاتفاقية –القضاء على جميع أشكال التمييز ضد المرأة- لجنة أخرى أو منظمة أخرى –اللجنة القائمة على حفظ حقوق الطفل- ليفرزوا مذكرة واحدة تشمل جميع ألتزامات الدول تجاه حقوق الفتيات والنساء والحفاظ على هذه الحقوق ومنع المساس بها.
التوصية العامة رقم 32: (2014) تناقش « القضايا المتعلقة بحالة اللاجئين وارتباط هذا بجنسهم، واللجوء بشكل عام، والجنسية ،وأخيرًا انعدام الجنسية تجاه المرأة ».

### توصيات من أجل تطوير آليات العمل
ورغم كل التطور الذي يحدث للجنة القائمة على تنفيذ الاتفاقية من تأسيسها أول مرة إلا أن أعضاء هذه اللجنة لديهم الإيمان بأن مازال هناك الكثير والكثير من الطرق التي يجب أن تطورها اللجنة لتحقيق أهداف اتفاقية القضاء على جميع أشكال العنف ضد المرأة. فنجد اللجة ترى أنها لكي تستطيع التعامل مع العديد من القضايا الخاصة بالاتفاقية التي تظهر على الساحة بفاعلية أكثر يجب عليها أن تزيد من قاعدة البيانات الخاصة بها وهذا أحد أهم أهداف اللجنة. وأيضًا من حقوق اللجنة التي تكفلها لها المادة رقم 22 من الاتفاقية أن لها السلطة لدعوة أحد المنظمات المتخصصة من مؤسسات هيئة الأمم المتحدة مثل « برنامج الأمم المتحدة الإنمائي» وذلك لإيصال رسائل محددة للبلاد التي تمر بقضايا معينة وتناقش هذه القضايا ضمن تقاريرها للجنة. وأحد هذه الطرق أيضًأ التي تستخدمها اللجنة هي أن تجمع المعلومات عن طريق مؤسسات المجتمع المدني والتي تعمل على قضايا التمييز ضد المرأة  في البلد العضو بالاتفاقية والواقع عليها الدور في تقديم التقرير الخاص بها. ويتم تفعيل هذه الخطوة بواسطة اللجنة لتطمئن أن الصورة التي تصلها للأعمال الخاصة بقضايا التمييز ضد المرأة في البلد التي تقدم تقريرها هي صورة حقيقة معبرة عن الواقع ولا يشوبها أي تضليل. وأيَضًا كان ضمن هذه التوصيات التي أُقترحت من أجل تحسين آليات العمل هو توضيح وتفسير اللغة التي كتُبت بها الأتفاقية ة هذا لجعل الأتفاقية مفيدة ومفهومة قدر الأمكان. وتحسين كفاءة اللجنة القائمة على تنفيذ اللجنة أيضًا كان أحد التوصيات المُقترحة في هذا السياق. وأيضًا تم اقتراح أن يتم تدريب الجهات الحكومية لدى الدول الأعضاء والمسئولين عن أعداد وتقديم التقارير؛ وذلك لجعل ذات شكل موحد في طريقة سردها ومناقشتها مما سيسهل عمل اللجنة كثيرًا. وكان آخر هذه الاقتراحات التي قدمت من أجل تحسين آليات العمل للجنة القائمة على تنفيذ الاتفاقية هو تنفيذ حق الالتماس، والذي بدوره سيسمح للمواطنين من الدول الأطراف بالاتفاقية على تقديم الشكاوي للجنة المعنية بإدارة الاتفاقية ضد بلادهم مما سيزيد حتمًا من كفاءة ونزاهة الاتفاقية وأيضًا تأثيرها المباشر على القضاء على جميع أشكال التمييز ضد المرأة.

## القائمين على إدارة اللجنة المعنية بتنفيذ الاتفاقية.
هؤلاء الأشخاص القائمين علي إدارة اللجنة هم عبارة عن رئيس وثلاثة نواب له ومقرر للجنة، ويتم انتخابهم بواسطة أعضاء اللجنة الأخرين وهذا عكس مايتم للأعضاء العديين والذي يتم ترشيحهم من قبل الدول الأعضاء ليكونوا أعضاء في اللجنة. ويتم انتخاب جميع القائمين على اللجنة لولاية مدتها عامان ومن حق الشخص أن يُعيد ترشيح نفسه بعد انتهاء فترة ولايته ليتم انتخابه. ويمكننا معًا أن نتعرف على مهام  الرئيس وهي كالتالي...
1/ تعلن عن افتتاح وانتهاء الاجتماعات الخاصة باللجنة.
2/ تدير وتوجه النقاش خلال دروات انعقاد اللجنة.
3/ هي المسئولة عن إعلان القرارات التي اتخذتها اللجنة.
4/ هي المسئولة عن تعيين الأعضاء المسئوليين عن تجهيز وعمل التحضيرات اللازمة للجسلة قبل انعقادها.
5/هي المسئولة بعد التشاور مع الأمين العام عن أعداد خطة العمل الخاصة باللجنة.
6/هي المسئولة عن تمثيل اللجنة في اجتماعات هيئة الأمم المتحدة التي تُدعى اللجنة للمشاركة فيها.
وإذا لم تكن القائمة على رئاسة اللجنة قادرة على القيام بأي من مهامها فيكون من الواجب عليها أن تعين أحد نائباتها الثلاثة للقيام بتلك المهمة. وإذا فشلت أو لم تقم بتكليف أحد النائبات قبل غيابها فإن النائبة صاحبة الأولية من حيث ترتيب اسمها أبجديًا –طبقًا للغة الإنجليزية- تتولى هي القيام بمهام الرئيسة لحين عودتها. وإذا حدث لأي سبب من الأسباب أن الرئيسة لم تكن قادرة على أداء مهامها في خدمة اللجنة قبل انتهاء مدة ولايتها فإنه يتم ترشيح إحدى الأعضاء من نفس منطقة الرئيسة السابقة ليتم انتخابها للقيام بأعمال الرئيس.

## النزاع على تنفيذ الاتفاقية
يأتى الرفض تجاه اتفاقية القضاء على جميع أشكال التمييز ضد المرأة من إتجاهين متعاكسين ومختلفين وهم كالتالى...
1/ رفض ديني واجتماعي من قبل المحافظين: ويرى هذا الإتجاه أن اتفاقية القضاء على جميع أشكال التمييز ضد المرأة تسعى لفرض معيار ليبرالي وتقدمي نسوي على البلدان وهذا لن يكون على حسب أي شيء آخر سوى القيم والتقاليد المجتمعية.
2/ رفض من قبل النسوية الراديكالية - هي حركة نسوية تستند إلى أن جذر عدم المساواة الاجتماعية في كل المجتمعات المستمرة حتى الوقت الحالي ترجع إلى النظام الأبوي وهيمنة الرجل على المرأة- ويرى هذا الجانب أن الاتفاقية لا تسعى لقضاء حقيقي وفعلي على جميع أشكال التمييز ضد المرأة بل يرون أنها مجرد نوع من أنواع الليبرالية النسوية الضعيفة.